# Acroclita acromochla
Acroclita acromochla är en fjärilsart som beskrevs av Turner 1946. Acroclita acromochla ingår i släktet Acroclita och familjen vecklare. Inga underarter finns listade i Catalogue of Life.